# Star Trek: Picard
Star Trek: Picard é uma série apresentando o personagem Jean-Luc Picard de Star Trek, criada pela CBS All Access como parte da expansão da franquia Star Trek liderada pelo produtor executivo Alex Kurtzman. A série iniciou 20 anos após os eventos de Star Trek: Nemesis (2002) e foi afetada pela destruição de Romulus no filme Star Trek (2009)
Patrick Stewart foi um dos produtores executivos e reprisa seu papel como capitão Jean-Luc Picard, que ficou famoso na série Star Trek: The Next Generation. Jonathan Frakes, Brent Spiner, Marina Sirtis, Jeri Ryan,  Santiago Cabrera, Michelle Hurd, Evan Evagora, Alison Pill, Harry Treadaway e Isa Briones também participaram. Os primeiros rumores sobre a série começaram em junho de 2018, quando Kurtzman começou sua expansão e foi finalmente anunciada em agosto, depois de meses de negociações com Stewart, que anteriormente havia falado que não voltaria para a franquia após Nemesis. É produzido por CBS Studios em associação com Secret Hideout, Weed Road Pictures e Roddenberry Entertainment, e foi projetado para ser mais lento e mais focado nos personagens do que as séries anteriores da franquia. A filmagem foi iniciada na Califórnia em abril de 2019, que concedeu à série grandes créditos fiscais, com o título oficial anunciado um mês depois. Chabon atuou como showrunner na primeira temporada, com Goldsman e Terry Matalas assumindo a segunda, que foi filmada back-to-back com o terceiro. Matalas foi o único showrunner da terceira temporada.
Star Trek: Picard estreou na CBS All Access em 23 de janeiro de 2020, e sua primeira temporada durou 10 episódios até 26 de março. A segunda temporada foi lançada na Paramount+ de 3 de março a 5 de maio de 2022, a terceira e temporada final deve estrear no início de 2023. A série foi recebida com críticas geralmente positivas dos críticos, que elogiaram o desempenho de Stewart e o foco no personagem sobre a ação, embora alguns criticassem o ritmo lento. Ele recebeu vários elogios, incluindo um Primetime Creative Arts Emmy Award por sua maquiagem protética. Vários projetos vinculados foram criados com base na série, incluindo um episódio da série complementar Star Trek: Short Treks.

## Premissa
A série começa em 2399, 20 anos após a última aparição de Jean-Luc Picard em Star Trek: Nemesis (2002),e encontra o personagem profundamente afetado pela morte de Data nesse filme, bem como a destruição do planeta Romulus no filme Star Trek (2009). Aposentado da Starfleet e vivendo em um vinhedo de sua família, Picard é atraído para uma nova aventura quando é visitado pela aparente filha de Data, um dos vários novos seres sintéticos ou "sintetizadores". Picard luta por seu direito de existir e dá sua vida para salvá-los no final da primeira temporada. Sua consciência é então transferida para um corpo sintético. Durante a segunda temporada, em 2401, Picard e seus companheiros estão vivendo novas vidas quando são confrontados pelo velho adversário de Picard, Q, no julgamento final. Com Q prendendo-os em uma realidade alternativa, eles devem viajar de volta para tempo para o século 21 para salvar o futuro da galáxia. Na terceira temporada, Picard se reúne com a antiga tripulação da USS Enterprise.

## Elenco e personagens
- Patrick Stewart como Jean-Luc Picard: Almirante da Frota Estelar aposentado[10] e ex-Capitão da USS Enterprise-D e USS Enterprise-E. Picard se aposentou da Frota Estelar em protesto quando a Federação optou por não ajudar os romulanos quando seu planeta foi destruído.[11] Stewart retorna ao papel após interpretar o personagem pela última vez no filme Star Trek: Nemesis de 2002. Ele sentiu na época que seu papel "já havia feito a sua parte", mas nos anos seguintes ele foi tocado por histórias sobre o impacto de seu personagem nas vidas dos fãs e então, agora estava feliz "em pesquisar e experimentar qual luz confortadora e reformadora ele poderia brilhar nesses tempos bem escuros".[12] Ele é diagnosticado com um doença terminal na primeira temporada, pois os escritores queriam discutir questões relacionáveis que as pessoas enfrentam no final de suas vidas, e ele morre no final da temporada. A consciência de Picard é transferida para um corpo sintético, o que levou a uma ampla discussão de fãs e críticos sobre se a versão sintética ainda era a mesma pessoa. Os co-criadores Michael Chabon e Akiva Goldsman sentiram que ele era o mesmo personagem, mas outros comentaristas discordaram. Mais de uma semana de debates na enciclopédia wiki Star Trek em Memory Alpha sobre se uma nova página wiki deveria ser criada para a versão sintética de Picard terminou com ambas as versões sendo mantidas na mesma página.[13] Na segunda temporada, um Picard ainda aposentado foi nomeado chanceler da Academia da Frota Estelar.[6]
- Santiago Cabrera como Cristobal “ Chris “ Rios: o piloto da nave de Picard, um ladrão habilidoso e ex-oficial da Frota Estelar e piloto de La Sirena.[14][15][16] Cabrera também retrata os hologramas de emergência a bordo de La Sirena.[17]
- Michelle Hurd como Raffi Musiker[15][16]: ex-oficial da inteligência da Frota Estelar lutando contra abuso de drogas.
- Evan Evagora como Elnor, um refugiado romulano que Picard abandonou quando menino e foi criado pela Qowat Milat, uma seita de freiras guerreiras femininas.[14][11][18][19][16]
- Alison Pill como Dr. Agnes Jurati, uma ex-médica da Frota Estelar e especialista em vida sintética que se junta à missão de Picard.[14][20][16]
- Harry Treadaway como Narek, um agente romulano enviado para seduzir e espionar Soji Asha.[14][20][16]
- Isa Briones como Dahj e e Soji Asha, andróides gêmeos com corpos orgânicos criados como filhas de Data.[21] Briones também interpreta Sutra, um android anterior,[22] bem como Kore Soong, filha do Dr. Adam Soong em 2024.[23][20][16] Ela procura Picard para obter ajuda.
- Orla Brady como Laris: a governanta romulana de Picard que desenvolve sentimentos românticos por ele. Star Trek: The Original Series personagem Gary Seven.[24]

### Elenco recorrente e retornando
- Brent Spiner como Data,[25][16] o ex-comandante androide de Picard.[14] Spiner também retrata o irmão humano secreto de Data Altan Inigo Soong,[26] assim como seu antepassado, Dr. Adam Soong, em 2024.[23]
- Jeri Ryan como Sete de Nove,[16] uma ex-drone Borg e membra da tripulação a bordo da USS Voyager  que se tornou membro do grupo de vigilantes Fenris Rangers.[27][28]
- Jonathan Del Arco como Hugh[16]
- Marina Sirtis como Deanna Troi[16]
- Jonathan Frakes como William Riker[16]

## Produção

### Desenvolvimento
Em junho de 2018, após se tornar o único showrunner de Star Trek: Discovery, Alex Kurtzman assinou um acordo de cinco anos com CBS Television Studios para expandir a franquia Star Trek além de Discovery em várias novas séries, minisséries e séries animadas. Uma dessas novas séries seria estrelada por Patrick Stewart, reprisando seu papel de Jean-Luc Picard da série Star Trek: The Next Generation. Kurtzman e Akiva Goldsman (que trabalhou na primeira temporada de Discovery) estavam ligados ao projeto.
Quando a CBS se aproximou pela primeira vez de Patrick Stewart sobre a criação de mais séries de Star Trek, Kurtzman acreditava que Picard era o maior capitão de Star Trek e incluiu uma série apresentando o personagem em sua lista. Kurtzman e Goldsman entraram em contato com Stewart pela primeira vez em 2017, apesar de suas declarações anteriores de que ele já havia terminado com a franquia.
Kurtzman, Goldsman e a roteirista de Discovery Kirsten Beyer se encontraram com o ator, que participou do encontro com o objetivo de recusar o projeto, mas ficou intrigado o bastante com a discussão para pedir um documento de três páginas delineando suas ideias. Na época, Goldsman convidou um amigo, o novelista Michael Chabon, para trabalhar no projeto e os quatro produziram um documento de 34 páginas que enviaram para Stewart. Ele organizou outro encontro com eles em março de 2018, onde expressou a aprovação do pitch. Enquanto decidia se iria se juntar ao projeto, Stewart perguntou para Kurtzman se a série seria "bem diferente" das histórias anteriores de Star Trek, "tanto o que as pessoas se lembram e o que elas nem sequer estão esperando, se não, porque fazer?" Ele também estava preocupado de que a série seria uma "ṕiada", mas recebeu garantias da equipe criativa do projeto de que esse não seria o caso.
Dia 4 de agosto de 2018, Stewart fez uma aparição surpresa na Convenção anual de Star Trek em Las Vegas para anunciar a série de forma oficial e que ele iria estrelar nela. Stewart também foi colocado como produtor executivo da série ao lado de Kurtzman, Goldsman, Chabon, o roteirista da Discovery James Duff, Heather Kadin da produtora Secret Hideout de Kurtzman, Rod Roddenberry (filho do criador de Star Trek, Gene Roddenberry) e Trevor Roth do Roddenberry Entertainment. Beyer também continuou parte da equipe criativa. A série seria lançada em 2019, mas a estreia acabou adiada para janeiro de 2020. Kadin revelou em outubro de 2018 que seria uma série, em vez de uma minissérie, e que seu lançamento não ia entrelaçar com Discovery ou outras novas séries da franquia. Kurtzman adicionou que a série de Picard seria "algo próprio", depois elaborando que enquanto Discovery seja "uma bala", a série Picard é "um show bem contemplativo" com seu próprio "rítmo" e um sentimento de "mundo real". O CCO da CBS, David Nevins confirmou em dezembro de 2018 que a série deveria ser lançada no CBS All Access no fim de 2019, depois do lançamento completo da segunda temporada de Discovery e as vários curtas de Star Trek: Short Treks.
Stewart revelou em janeiro de 2019 que a série iria consistir de 10 episódios e reiterou que a intenção é de que ela continuaria por várias temporadas, um mês depois adicionando que "nos preparamos possivelmente para três anos desse show". Uma listagem de produção em março de 2019  deu a série o título de Star Trek: Destiny, que a CBS havia registradi em 2018. Entretanto, o título oficial foi revelado como sendo Star Trek: Picard na apresentação de upfront da CBS em maio de 2019. Na época, Kurtzman revelou que a série não tem um showrunner tradicional e que estava sendo "preparada" por uma grande equipe criativa.
Em dezembro de 2019, antes da estreia, CBS All Access renovou a série para uma segunda temporada de 10 episódios.

### Escrita
A sala de escritores inicial da série começou a trabalhar em setembro de 2018, onde trabalharam ao lado de Stewart por duas semanas. A sala foi logo expandida para incluir uma lista completa de roteiristas para a série, e eles já haviam quebrado a história em oito episódios em dezembro. A série se passa 20 anos após a última aparição de Stewart como Picard no filme Star Trek: Nemesis (2002). Kurtzman revelou que a série iria encontrar o personagem "radicalmente alterado" pela destruição de Romulus vários anos após os eventos de Nemesis, como mostrado no filme Star Trek (2009). Stewart disse que a série iria contar uma única história serializada, e apesar de ocorrer numa época parecida que o flashforwards do final de Next Generation "All Good Things...", ele não iria criar uma barba como ele havia feito nas cenas desse episódio.
Kurtzman disse que a ordem da série era ser um "show mais psicológico, um estudo de personagem sobre este homem em seus anos eméritos", e notou que é raro para uma série ser estrelada por um ator já de idade avançada como Stewart. Na série, o personagem deve encontrar seu caminho de volta para a visão original otimista de Roddenberry para a franquia, o qual Kurtzman espera que vá reforçar a visão original enquanto permite que o personagem "vá por vales profundos".

### Elenco

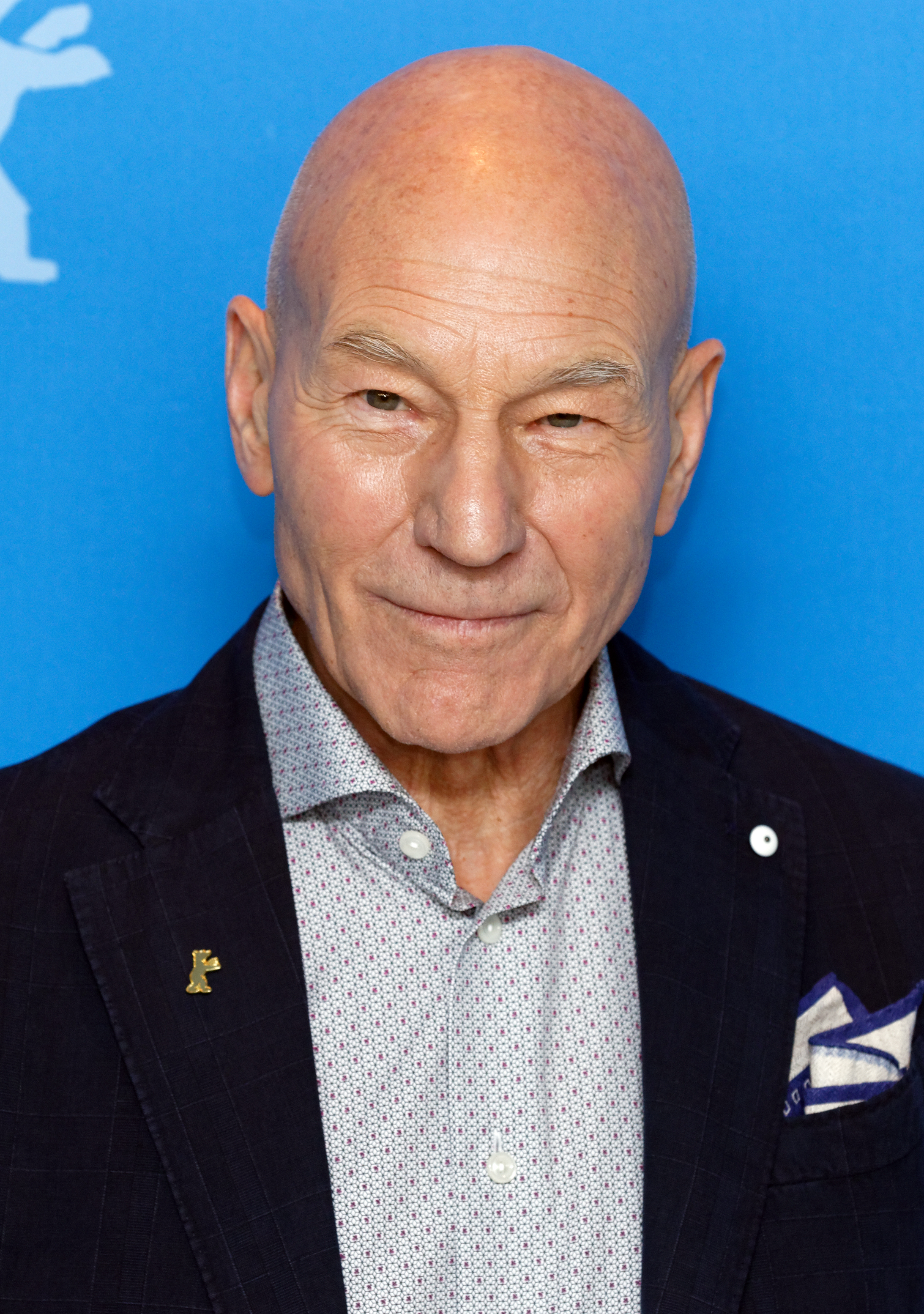
Patrick Stewart reprisa o papel principal de outros derivados de Star Trek

Com o anúncio inicial da série em agosto de 2018, também veio a confirmação de que Stewart iria estrelar na série como Picard. No começo de março de 2019, Santiago Cabrera e Michelle Hurd foram escolhidos para aparecerem na série, com Cabrera sendo um dos atores mais procurados durante a temporada piloto de 2019, onde escolheu essa série em vez de muitas outras ofertas. Mais tarde neste mês, o novato Evan Evagora foi escolhido para outro papel regular. Em abril, Alison Pill, Harry Treadaway e Isa Briones se juntaram ao elenco.

### Design
Reconhecendo que a série iria ocorrer num futuro mais longínquo do que outras séries e filmes de Star Trek, Kurtzman explicou que a produção estava procurando uma visão "realista" em vez de coisas como "arranha-céus flutuantes e todos os outros clichés de ficção científica... Nós tentamos evitar isso no design de produção, na aparência e na sensação que passa. É tudo sobre os detalhes pessoais os quais você pode se conectar, mesmo que ocorra tão longe no futuro."

### Filmagem
A produção começou dia 22 de abril de 2019, no Santa Clarita Studios, Califórnia, com o working title Drawing Room. Em dezembro de 2018, a série ganhou US$ 15,6 milhões em créditos de impostos pela California Film Commission para a produção ocorrer na Califórnia em vez de Toronto, onde Discovery é filmada. Os primeiros dois episódios são dirigidos por Hanelle Culpepper, que previamente dirigiu Discovery e é a primeira mulher a dirigir os episódios iniciais de uma série Star Trek. Os primeiros dois episódios formam o primeiro "bloco" da filmagem da série, com seus 10 episódios divididos num total de cinco blocos. Jonathan Frakes, que tamvém havia dirigido Discovery, dirige o segundo bloco da série e declarou sua crença de que esse sistema de blocos tem mais relação com amortização do que qualquer motivo relacionado com a história. É esperado que a filmagem seja concluída em 1 de outubro de 2019.

## Lançamento
Star Trek: Picard foi lançada pela CBS All Access nos Estados Unidos no começo de 2020, e teve 10 episódios. Como Discovery, cada episódio da série foi transmitido no Canadá por Bell Media no mesmo dia que o lançamento no All Access, em canais específicos como Space (Inglês) e Z (Françês) antes de ser transmitido no Crave. Amazon Prime Video exibiu os episódios 24 horas após o lançamento nos EUA em outros 200 países e territórios ao redor do mundo; isso é em separado de Discovery, que é internacionalmente lançada pela Netflix. Os acordos com a Amazon e a Bell para a série foram realizados pela CBS Studios International.

## Recepção
No site agregador Rotten Tomatoes, a série obteve um índice de aprovação de 89%. O consenso do site era: "Liderado pelo incomparável Patrick Stewart, Picard se afasta do protocolo da Frota Estelar com uma história serializada mais lenta, mas como todo grande Star Trek, encara temas oportunos com graça e acaba sendo um avanço excitante para uma nova fronteira". Já no site Metacritic, a nota média foi de 77 (de 100) baseada em 50 resenhas, indicando "uma recepção favorável." Embora a atuação de Patrick Stewart tenha sido elogiada, muitos críticos não gostaram do tom obscuro da série, destoando das demais séries da franquia.